# Панченко, Анастасия Ефимовна
Анастасия Ефимовна Панченко (укр.  Анастасія Юхимівна Панченко; 27 декабря 1916 год, село Николаевка, Полтавская губерния — 1983 год, село Пустовойтово, Глобинский район, Полтавская область, Украинская ССР) — колхозница, бригадир полеводческой бригады Пустовойтовского свеклосовхоза Министерства пищевой промышленности СССР, Глобинский район Полтавской области, Украинская ССР. Герой Социалистического Труда (1949).

## Биография
Родилась 27 декабря 1916 года в крестьянской семье Николаевка Полтавской губернии (сегодня — Троицкое Глобинского района). Получила начальное образование в родном селе. С 16-летнего возраста трудилась в Пустовойтовском свеклосовхозе. Работала разнорабочей и звеньевой свекловодческого звена. После освобождения в 1943 году Полтавской области восстанавливала разрушенное совхозное хозяйство. Была назначена бригадиром свекловодческого звена.
В 1948 году бригада под руководством Анастасии Панченко собрало в среднем 31,7 центнеров зерновых с каждого гектара на участке площадью 60 гектаров. В 1949 году удостоена звания Героя Социалистического Труда «за получение высоких урожаев пшеницы, ржи и сахарной свеклы при выполнении совхозом плана сдачи государству сельскохозяйственных продуктов в 1948 году и обеспеченности семенами всех культур в размере полной потребности для весеннего сева 1949 года».
С 1953 по 1964 год — бригадир свинотоварной фермы. С 1964 года  до выхода на пенсию — телефонистка Пустовойтовского совхоза.
После выхода на пенсию проживала в селе Пустовойтово Глобинского района, где скончалась в 1983 году. Похоронена на сельском кладбище. Могила Анастасии Панченко является памятником истории и культуры Полтавской области.

## Награды
- Герой Социалистического Труда — указом Президиума Верховного Совета СССР от 29 августа 1949 года
- Орден Ленина
- Орден «Знак Почёта» (1958)